# Fiona Fung
Pour les articles homonymes, voir Fung.
Fiona Fung, (chinois : 冯曦妤), née le 14 décembre 1983 à Hong Kong, aussi connue sous le nom de Fung Hei-yu, est une chanteuse hongkongaise.

## Biographie
À 16 ans, Fung est présentée par des amis au compositeur hongkongais Chan Kwong-wing. Elle commence sa carrière en travaillant dans les coulisses de du studio de Chan. En 2000, elle rejoint le nouveau studio de Chan, Click Music. Depuis lors, Fung a produit plus de 200 morceaux de musique publicitaire. Elle est également choriste et chanteuse de démos pour divers artistes, et comme a une voxographie pour des films tels que la trilogie Infernal Affairs, Initial D, Daisy, Les Seigneurs de la guerre et plusieurs films de DreamWorks Animation.
En 2003, Fung est chargée de chanter la chanson en anglais Proud of You pour une publicité immobilière, la chanson est ensuite réécrite pour devenir My Pride, interprétée par Joey Yung. Fung chante Shining Friends, le générique de la série télévisée TVB Hearts of Fencing et Find your love, le générique de la suite de la série Sunshine Heartbeat.
Fung rejoint la société de musique Sony Music en 2008, faisant ses débuts avec son premier album personnel A Little Love. En 2010, elle sort son deuxième album Sweet Melody.

## Discographie
Albums
- 2008 : A Little Love
- 2010 : Sweet Melody

## Source de la traduction
- (en) Cet article est partiellement ou en totalité issu de l’article de Wikipédia en anglais intitulé « Fiona Fung » (voir la liste des auteurs).